# Sporophila hypochroma
Sporophila hypochroma là một loài chim trong họ Thraupidae.